# Landständehaus
Das Landständehaus ist ein aus dem Jahr 1700 stammendes Gebäude im Stadtgebiet Altstadt der Stadt Stralsund in der Badenstraße Nr. 39.

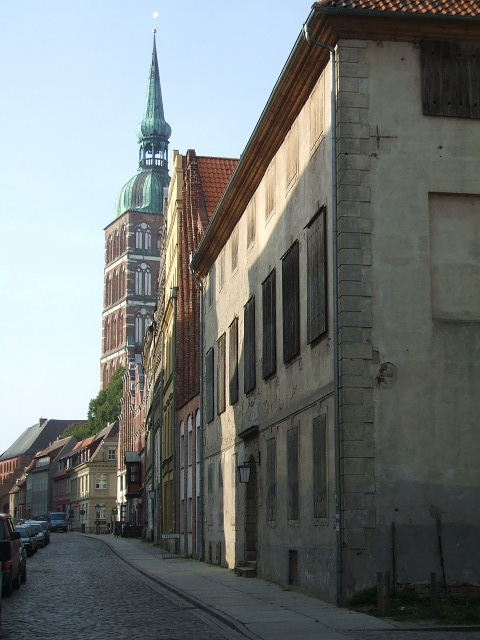
Landständehaus (Zustand 2006); links die Nikolaikirche.

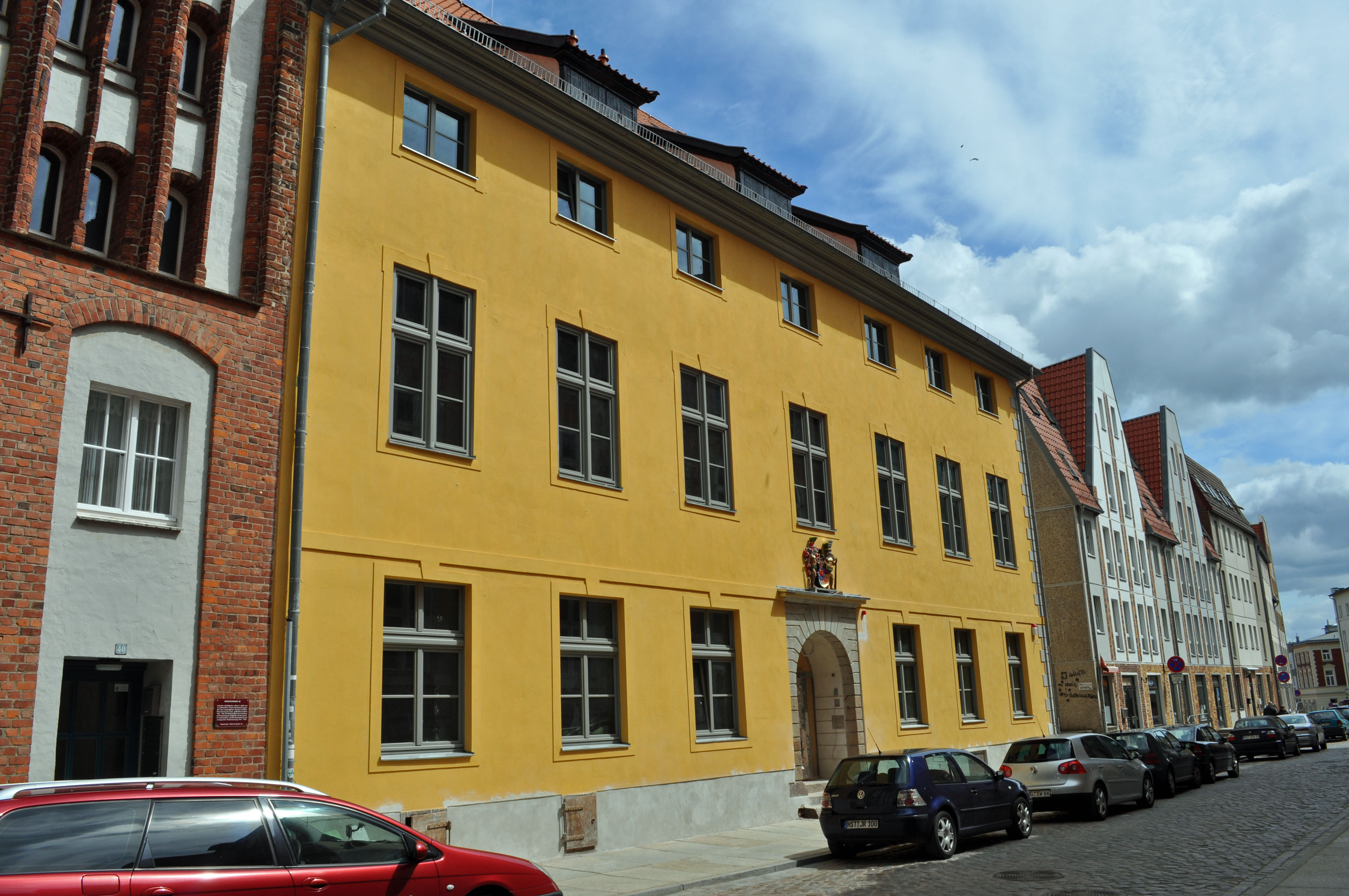
Landständehaus nach der Restaurierung (2012)

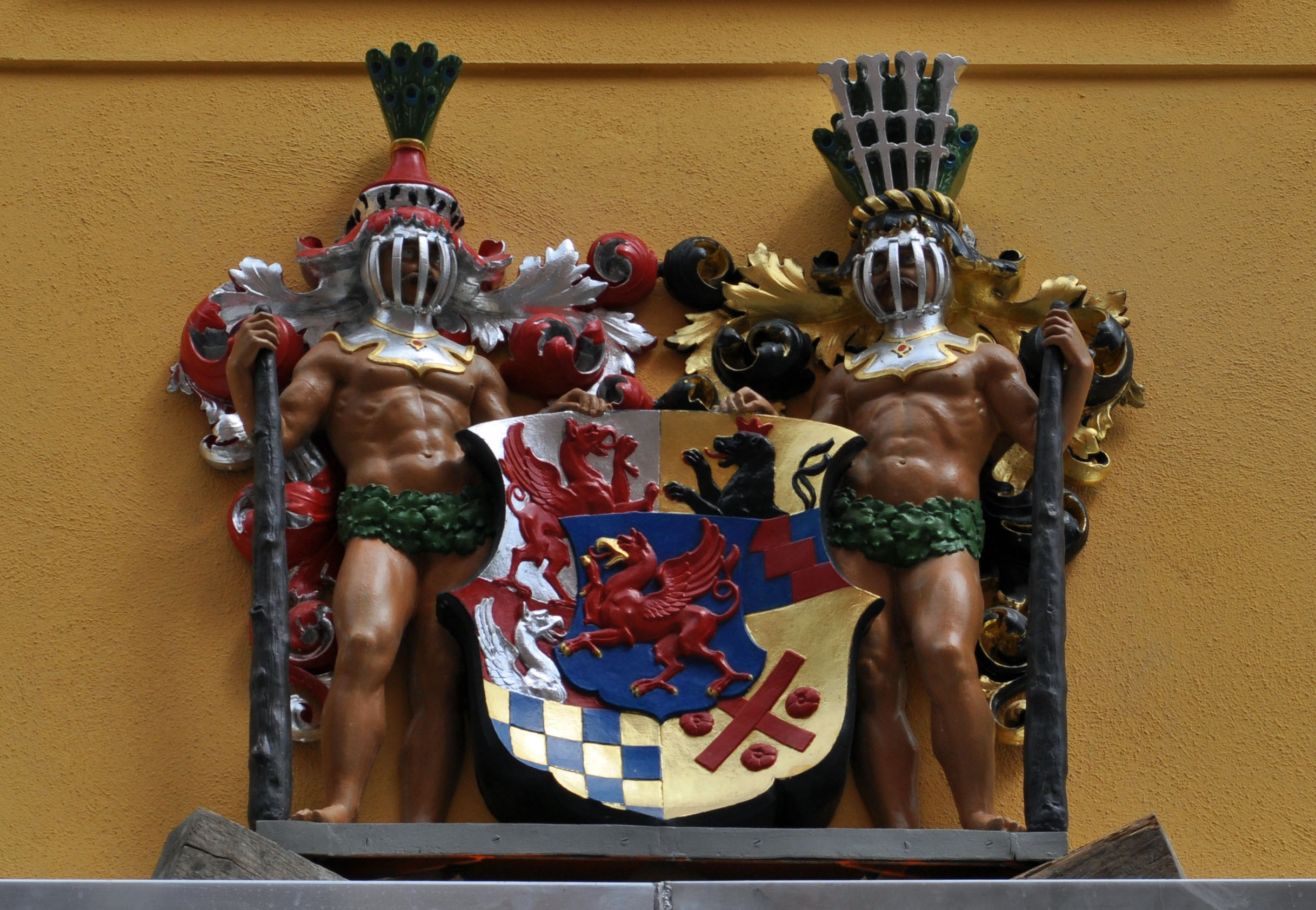
Wappen der Landstände von Neuvorpommern und Rügen über dem Portal

## Geschichte
Vor der Errichtung des heutigen Landständehauses standen auf dem Grundstück drei Giebelhäuser, die bei der Belagerung der Stadt durch den “Großen Kurfürsten” Friedrich Wilhelm von Brandenburg im Jahr 1678 zerstört wurden. Zwei waren im Besitz der Erben des Heinrich von Stein und eines gehörte Arnold Friedlieb.
Im Stralsunder Stadtarchiv ist noch der Vertrag zwischen der Stadt Stralsund und dem Bauherren des Gebäudes, Landrat von Rotermund, vorhanden. Der Vertrag ist überaus umfangreich, was wahrscheinlich darauf zurückzuführen ist, dass die Stadt mit der Familie von Rotermund oft im Rechtsstreit gelegen hatte. Von Rotermund musste sich verpflichten, Bürger der Stadt zu werden sowie „ein tüchtiges und zu bürgerlicher Brau- und Mültz-Nahrung und handlung angelegtes Hauß mit einer Haußthür und Eingange, in guten Brandmaueren auf die wüste Stelle nach hiesiger Stadtgewohnheit“ zu errichten. Der Bauherr musste jährlich 40 Reichstaler „pommersch Courant nach dem Leipziger Fuße von 1690“ als Steuer entrichten, war allerdings für acht Jahre steuerbefreit.
Das Haus wurde im Stile des Barock auf zwei der drei erworbenen Grundstücke errichtet, das dritte Grundstück dient als Ausfahrt und Torweg.
Die Schweden, zu deren Königreich Stralsund damals gehörte, erfassten das Haus in der Matrikel von 1706. Danach gehörte damals noch ein Hofgebäude zum Anwesen sowie ein zwölf Pferde fassender Stall, ein Wagenhaus für drei Kutschen, ein Brauhaus und ein Waschhaus.
Das Gebäude wechselte Jahrzehnte später den Besitzer. Der Regierungsrat von Bohlen erwarb das Haus, von ihm wiederum erwarb es 1759 die Gräfin von Meyerfeldt. Im Jahr 1803 wurde das Gebäude vom schwedischen König dann als Sitz an die Landstände übergeben, und bis 1881 wurden hier die Kommunallandtage der vorpommersch-rügenschen Landstände abgehalten. Auch die Kasse und das Archiv der Landstände befanden sich im Haus. 1881 erwarb es der Rat der Stadt Stralsund. Das Haus diente verschiedenen Zwecken: Wohnungen, Büros, Verwaltungen und künstlerische Ateliers.
Nach dem Zweiten Weltkrieg (das Gebäude wurde beim Bombenangriff auf Stralsund am 6. Oktober 1944 ebenfalls beschädigt) befand sich u. a. eine Mütterberatungsstelle im Haus.
Wegen des desolaten Bauzustandes wurde das Gebäude Mitte der 1980er Jahre freigezogen, wobei die eingeleiteten Sanierungsmaßnahmen bald stockten. Seit den 1990er Jahren wurden Sicherungsmaßnahmen durchgeführt und das Haus erhielt 2001 ein neues Dach. Das Wappen der Landstände wurde mit Spenden und Mitteln des Bürgerkomitees 2008 vom Stralsunder Restaurator Thormeier wiederaufgearbeitet. Die Sanierung in den Jahren 2010–2012 wurde mittels Fördermitteln der EU (fast fünf Millionen Euro) und aus dem Investitionsprogramm der UNESCO-Welterbestätten finanziert. 
Das sanierte Haus bezog im Sommer 2012 die Musikschule Stralsund.
Das denkmalgeschützte Haus steht im Kerngebiet des UNESCO-Welterbes Historische Altstädte Stralsund und Wismar.